# Shūnan
Shūnan (周南市, Shūnan-shi) és una ciutat de la prefectura de Yamaguchi, al Japó.
El febrer de 2016 tenia una població estimada de 147.381 habitants. Té una àrea total de 656,13 km².

## Geografia
Shūnan està situada al sud de la prefectura de Yamaguchi, de cara al mar de Suo-nada pel sud. La municipalitat inclou les illes de Sen, Kurokami, Ozu i Ma.

## Història
Shūnan fou fundada el 21 d'abril de 2003 com a resultat de la fusió de les ciutats de Tokuyama i Shinnan'yō, el poble de Kumage (del districte de Kumage), i el poble de Kano (del districte de Tsuno).